# Beyond Fantasy Fiction
Beyond Fantasy Fiction fue una revista estadounidense adscrita al género fantástico fundada por Robert Guinn de Galaxy Publishing Corporation que se publicó desde 1953 a 1955; con solo diez números, su editor fue H. L. Gold. Las dos últimas ediciones tuvieron como título de portada a Beyond Fiction, aunque el nombre de la publicación se mantuvo a efectos de derechos de autor.
Aunque no fue un éxito comercial, incluyó varios relatos cortos de importantes y distinguidos autores, tales como Isaac Asimov, Ray Bradbury y Philip K. Dick. La publicación ha sido descrita por los críticos como la sucesora de la tradición de Unknown, una revista de fantasía que cesó su publicación en 1943. Alcanzó notoriedad al imprimir obras de fantasía con una base racional, como por ejemplo historias de hombres lobos que incluían explicaciones científicas. Una selección de historias de Beyond se publicó como libro de bolsillo en el año 1963, también bajo el título homónimo.
El historiador de ciencia ficción James Gunn considera a la revista como la mejor en su tipo de las que estuvieron en circulación en la década de 1950, mientras que el enciclopedista Donald H. Tuck sostiene que el material impreso fue muy bueno; sin embargo, no todos los críticos ven a Beyond como una revista exitosa. En una revisión de 1963, P. Schuyler Miller comentó que las historias fueros más exitosas cuando no trataban de emular lo desconocido.

## Historia de la publicación
Las primeras revistas de ciencia ficción estadounidenses aparecieron por primera vez en la década de 1920 con la publicación de Amazing Stories, una revista pulp de propiedad de Hugo Gernsback. Los inicios de la ciencia ficción como un género comercializable independiente se remonta a esta época; a fines de la década de 1930, éste pasaba por su primer boom, sin embargo, la Segunda Guerra Mundial y la consecuente falta de papel llevó a la desaparición de varios títulos. A fines de 1940 el mercado comenzó a recuperarse de nuevo. Desde un mínimo de ocho revistas activas en 1946, el mercado se expandió a 20 en 1950, y a 22 en 1954; Beyond Fantasy Fiction inició sus operaciones en medio de este segundo auge editorial como una publicación hermana de la exitosa Galaxy Science Fiction –que se lanzó en 1950–, y tuvo una orientación  hacia la  fantasía.
Beyond había sido planeada por el editor H. L. Gold desde la época en que Galaxy se puso en marcha, pero tuvo que esperar hasta que esta última se afirmara completamente. El primer número, fechado en julio de 1953, incluyó una editorial de Gold en la que expuso el alcance de la revista, exceptuando –según sus propias palabras– solamente «lo probablemente posible» y «lo no entretenido». Gold reclutó a Sam Merwin, que acababa de dejar el cargo de editor de Fantastic Universe, para ayudar en la edición, aunque en la cabecera de ambas revistas se listó a Gold como editor. Un número típico de Beyond incluía varias historias que por su extensión, podrían ser catalogadas como novelas o novelas cortas, mientras que el contenido se ampliaba con trabajos más cortos, para completar en general, un total de al menos siete historias.
La primera edición contó con Theodore Sturgeon, Damon Knight, Frank M. Robinson y Richard Matheson. Otros escritores que aparecieron en la revista incluyen a Jerome Bixby, John Wyndham, James E. Gunn, Fredric Brown, Frederik Pohl –tanto bajo su propio nombre como con Lester del Rey bajo el seudónimo conjunto de Charles Satterfield–, Philip José Farmer, Randall Garrett, Zenna Henderson y Algis Budrys.
| | Ene | Feb | Mar | Abr | May | Jun | Jul | Ago | Sep | Oct | Nov | Dic |
| --- | --- | --- | --- | --- | --- | --- | --- | --- | --- | --- | --- | --- |
| 1953 |     |     |     |     |     |     | 1/1 |     | 1/2 |     | 1/3 |     |
| 1954 | 1/4 |     | 1/5 |     | 1/6 |     | 2/1 |     | 2/2 |     | 2/3 |     |
| 1955 |     |     | 2/4 |     |     |     |     |     |     |     |     |     |
| Números de Beyond Fantasy Fiction desde 1953 a 1955. Se muestra en formato volumen/número. El único editor fue H.L. Gold. |     |     |     |     |     |     |     |     |     |     |     |     |

Cinco de las diez portadas fueron surrealistas, una elección artística inusual para una revista de este género. La imagen de la portada en la primera emisión fue autoría de Richard M. Powers; Gold fue uno de los pocos editores de revistas estadounidenses que utilizaron su trabajo, aunque Powers fue prolífico en proveer obras artísticas para las portadas de libros de bolsillo. Además de Power, René Vidmer y Arthur Krusz –entre otros– contribuyeron con su trabajo artístico en las portadas. La revista también incluyó trabajo de arte en su interior, que en general consideró múltiples ilustraciones para casi todas las historias y, además, cada historia incluyó un facsímil con la firma del autor, situado al final del texto. El artista más conocido que Beyond utilizó para sus páginas interiores fue Ed Emshwiller, aunque varios otros artistas colaboraron con regularidad. La revista incluyó de manera escasa no-ficción, aunque hubo piezas ocasionales de «relleno» destinadas a ocupar espacios al final de las historias.. La publicación no incluyó reseñas de libros, mientras que solo el primer número anexó una editorial.
La revista no fue comercialmente exitosa: en aquella época la publicación de las cifras de circulación anual no era obligatoria como si lo fue más tarde, por lo que el tiraje real se desconoce. Su desaparición después de menos de dos años se puede atribuir en parte a la popularidad decreciente de la fantasía y la ficción de horror.

## Contenido y recepción

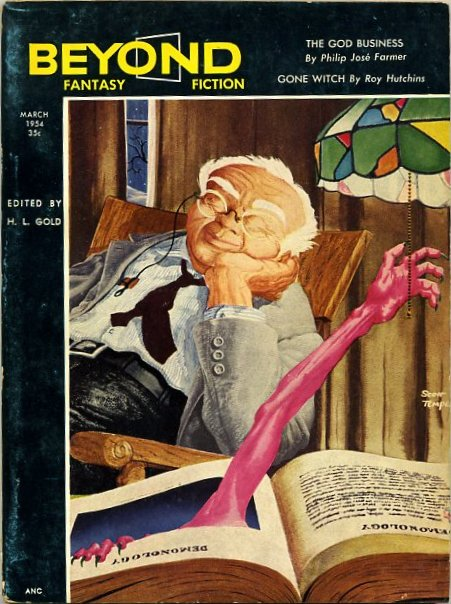
Portada de Beyond Fantasy Fiction en marzo de 1954, obra de Scott Templar.

Según el historiador de ciencia ficción Donald H. Tuck, Beyond publicó «algo de material muy bueno», con apariciones de muchos autores conocidos; además, la revista se cita a menudo como la sucesora de la tradición de Unknown. El escritor James Gunn indicó respecto a las revistas de fantasía nóveles que aparecieron en la década de 1950 que 

«(...) the best of these was Beyond, created by Horace Gold as a companion fantasy magazine to Galaxy, which he had created three years before. Beyond Fantasy Fiction aimed at the same rationalized fantasy niche that Unknown had established and to which Gold had contributed stories»
«(...) la mejor de ellas fue Beyond, creada por Horace Gold como una revista de fantasía hermana de Galaxy, que se había creado tres años antes. Beyond Fantasy Fiction tenía como objetivo el mismo nicho de fantasía racional que Unknown había establecido y en el que Gold había contribuido con historias».

No todo el mundo pensó que la revista fue completamente exitosa al emular a Unknown, sin embargo, en la revisión que realizó P. Schuyler Miller de las antologías extraídas de las páginas de Beynd, encontró que en general existe un consenso al respecto, aunque comentó que «con excepción de Budrys, Pohl, Brown y Sturgeon, las historias de Beyond fueron más bien tímidas. Ellos fueron los mejores al no tratar de ser como Unknown». La evaluación general que Miller realizó de la revista fue que «hizo un pase hacia la misma posición [de Unknown], pero no lo logró».
La selección de relatos de Beyond ha sido descrita por el historiador de ciencia ficción Michael Ashley como un proceso que trató de buscar «ficción de fantasía de alta calidad aceptable para todos los lectores»; añadió además que Beyond tuvo más éxito que el competidor en este nicho Fantastic Science Fiction, porque Gold:

«(…) had a clearer vision and was more determined … to achieve it. … despite sales problems, Gold persisted in publishing fiction that sought to stretch the boundaries of imagination».
«(…) tuvo una visión más clara y fue más decidido ... para lograrlo .... pese a los problemas de ventas, Gold persistió en la publicación de ficción tratando de estirar los límites de la imaginación».

Varias historias significativas o que se han reproducido ampliamente aparecieron durante la corta vida de Beyond:
- …And My Fear Is Great… de Theodore Sturgeon (julio de 1953).
- The Wall Around the World de Theodore R. Cogswell (septiembre de 1953).
- Kid Stuff de Isaac Asimov (septiembre de 1953).
- The Watchful Poker Chip de Ray Bradbury (marzo de 1954). Generalmente reimpresa bajo el título The Watchful Poker Chip of H. Matisse.
- Sine of the Magus de James E. Gunn (mayo de 1954).
- The Green Magician de L. Sprague de Camp y Fletcher Pratt (noviembre de 1954). Parte de la serie Incompleat Enchanter.
- Upon the Dull Earth de Philip K. Dick (noviembre de 1954).

Aunque los Premios Hugo no se entregaron en 1954, en 2004 la Convención Mundial de Ciencia Ficción le otorgó el Retro Hugo de ese año; dos relatos de Beyond aparecieron como finalistas: …And My Fear Is Great… de Sturgeon ocupó el tercer lugar en la categoría novela corta y The Wall Around the World de Cogswell el quinto lugar en la categoría novelette.

## Detalles bibliográficos
La editorial fue Galaxy Publishing Corporation de Nueva York. La revista inicialmente llevó como título Beyond Fantasy Fiction, el que se mantuvo en la cabecera durante los diez números que se publicó. Sin embargo, el número 9 cambió el título de la portada, el lomo y la tabla de contenidos a simplemente Beyond Fiction; el número 10 también utilizó este nuevo título más corto en la portada y lomo, aunque volvió a Beyond Fantasy Fiction en la tabla de contenidos. Como resultado, la revista a menudo aparece es referida como una publicación que cambió su nombre en los dos últimos números.
La revista partió con un total de 160 páginas en formato digest a un precio de 35 centavos, el que se mantuvo inalterado durante los diez números, aunque para el caso del número de páginas, ésta se redujo a 128 en la octava edición de septiembre de 1954. La revista tenía una calendarización bimensual, pero los números 9 y 10 no consignaron mes ni año, lo que ha llevado a que diversos bibliógrafos las cataloguen de distintas formas. Sin embargo, la cabecera de estas ediciones indica que la revista se mantuvo bimensual, por lo que generalmente son catalogadas como noviembre de 1954 y enero de 1955 respectivamente; las fechas de derechos de autor en los dos últimos números corresponden a esta datación. La numeración de los volúmenes fue totalmente regular; así, el volumen 1 tuvo seis números, mientras que el volumen 2 cesó al cuarto número. Las historias fueron impresas en un formato de dos columnas, costumbre usual para revistas digest.
En noviembre de 1953 inició su publicación bimensual una versión británica de la revista que duró cuatro números, o sea, hasta mayo de 1954. Estas copiaron las primeras cuatro ediciones estadounidenses, con contenidos levemente cortados. Fueron numeradas del 1 al 4, aunque no se fecharon. Diez años después que la revista cerrada, nueve relatos fueron recogidos desde Beyond en el libro de bolsillo de 160 páginas con el mismo título, y que publicó en 1963 Berkley Books (F712); Thomas Dardis se encargó de la edición, aunque no se acreditó en el libro.